# Joseph Bovy

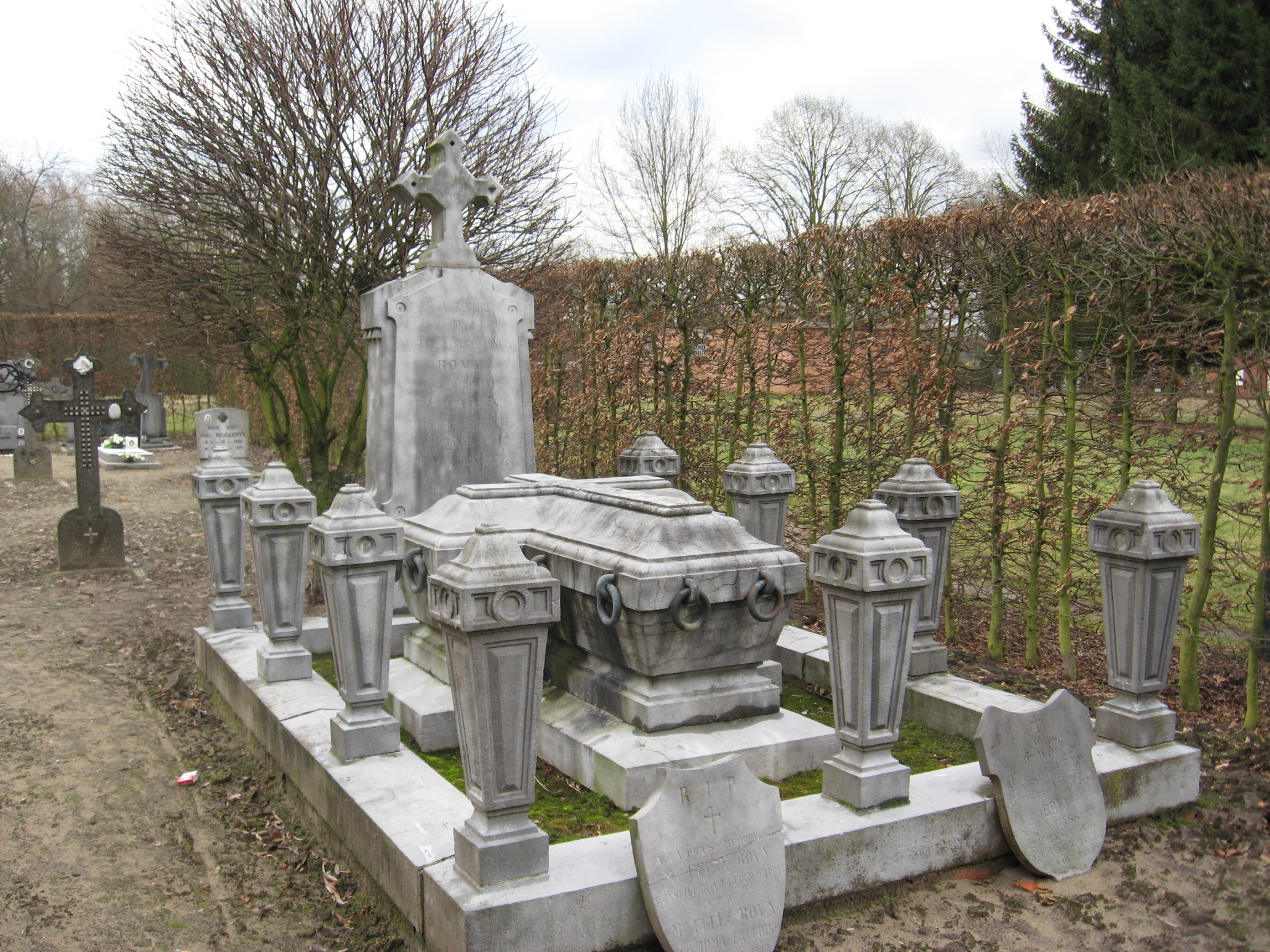
Graf van Joseph Bovy op het kerkhof van Bolderberg

Lambert Hubert Joseph Bovy (Roermond, 5 november 1810 - Hasselt, 14 maart 1879) was gouverneur van de Belgische provincie Limburg van 1872 tot aan zijn dood.

## Levensloop

### Jeugd en opleiding
Joseph Bovy was de zoon van Arnold Bovy, een uit Luik afkomstige griffier bij de rechtbank in Roermond. Hij voltooide zijn middelbaar onderwijs aan het Koninklijke College van zijn geboortestad. Bovy ging daarna naar de Rijksuniversiteit Luik waar hij in 1833 promoveerde tot doctor in de rechten.

### In dienst van de provincie Limburg
Het jaar nadien begon Bovy zijn carrière bij het Limburgse provinciebestuur dat sinds 1830 verhuisd was van Maastricht naar Hasselt. Na een korte periode als ondersectiechef werd Bovy in december 1834 benoemd tot kabinetschef van gouverneur Werner de Lamberts-Cortenbach. Na de splitsing van de provincie Limburg in een Belgisch en een Nederlands deel als gevolg van het Verdrag der XXIV artikelen koos Bovy voor de Belgische nationaliteit en werd hij arrondissementscommissaris van Hasselt, een functie die hij combineerde met zijn functie op het kabinet van de gouverneur en zijn functie als advocaat aan de balie van Hasselt.
Bij de verkiezingen in mei 1840 werd Bovy verkozen als provincieraadslid van de Katholieke Partij en nam ontslag als kabinetschef en arrondissementscommissaris. Vanaf 1842 was hij bestendig gedeputeerde en bleef dit tot in 1857 toen hij benoemd werd tot griffier van het provinciebestuur.
Tussen 1850 en 1855 maakte Bovy als vertegenwoordiger van het provinciebestuur deel uit van de Belgisch-Nederlandse Commissie die belast was met de verdeling van de eigendommen, de schulden, de rechten en de plichten van de grensgemeenten die betrokken waren bij de splitsing van Limburg van 1839. Bovy had vooral een aandeel in de verdeling van het Stramprooierbroek tussen de gemeenten Molenbeersel en Stramproy. Na de ontbinding van de commissie werd Bovy verheven tot ridder in de Leopoldsorde en tot ridder in de Orde van de Nederlandse Leeuw.

### Als gouverneur
Toen einde 1871 gouverneur De Decker moest aftreden wegens zijn betrokkenheid bij een faillissement, werd Bovy beloond voor zijn jarenlange inzet voor de provincie. In het voorjaar van 1872 werd hij door de toenmalige regeringsleiders De Theux de Meylandt en Malou benoemd tot nieuwe gouverneur.
Als gouverneur besteedde Bovy veel aandacht aan de aanleg van nieuwe infrastructuur, de gezondheidszorg, het onderwijs en de landbouw. Door zijn jarenlange ervaring en zijn dossierkennis genoot hij veel respect als gouverneur.
Vanaf november 1878 kreeg Bovy gezondheidsproblemen en hij trok zich meer en meer terug op zijn landgoed in Bolderberg. In maart 1879 stierf hij na een periode van 45 jaar ten dienste van de provincie Limburg. Joseph Bovy werd in Bolderberg begraven.

## Domein Bovy
Bovy kwam zich op de Bolderbergse winning in Bolderberg vestigen na zijn huwelijk met Julia Johanna Jacobs op 21 oktober 1835. De winning met gronden was tot dan toe eigendom geweest van haar vader Lambert Jacobs. Na diens dood in 1849 werd Bovy de eigenaar van de winning, die tot in 1972 in handen bleef van zijn nazaten. Het goed werd aan de gemeente verkocht en kreeg de naam domein Bovy. Aan de ingang van het domein werd in 1997 een bronzen borstbeeld van hem geplaatst dat vervaardigd werd door François Joré.